# Marin Topić (slikar)
Marin Topić (Mostar, 3. srpnja 1957.), hrvatski slikar, arhitekt i političar iz Bosne i Hercegovine.

## Životopis
Rođen je 3. srpnja 1957. godine u obitelji Danice i Tadije Topića iz Mostara. U Sarajevu je 1981. diplomirao arhitekturu, a od 1987. je u Münchenu studirao njemačko slikarstvo 19. stoljeća. Prvi puta samostalno je izlagao 1982. godine u Franjevačkom samostanu na Širokom Brijegu.
Godine 1989. odlazi u Kaliforniju, a u rodni Mostar vraća se 1990. godine. Od 1994. godine je član Udruženja hrvatskih likovnih stvaratelja Herceg-Bosne, a kasnije postaje član udruženja umjetnika u Federaciji BiH. Izložbom pod nazivom “Zemlja humska – kist i Krist” u mostarskoj Galeriji Aluminij obilježio je 2017. 40 godina umjetničkog stvaranja. Tim povodom Hrvatska pošta Mostar tiskala je poštansku marku s motivom njegovog djela.
Izlagao je skupno i pojedinačno u zemlji i inozemstvu. Živi i radi u Mostaru.

## Vanjske poveznice
- marin-topic.com